# Arnoldus Mermannus
Arnoldus Mermannus OFMConv (* in Aalst [französisch Alost]; † 5. September 1578 in Löwen in Flandern) war ein flämischer Minorit, der in Löwen Theologie lehrte.

## Leben
Mermannus, wegen seiner Herkunft auch Alostanus genannt, trat am 30. August 1546 zum Kunststudium in das Pädagogium De Valk in Löwen ein und erlangte am 21. März 1549 den Magister Artium. Als Mitglied des Minoritenordens wurde er im Dezember 1552 in Löwen zum Diakon ernannt und im Mai 1553 im Franziskanerkloster in Brüssel zum Priester geweiht. Er bekleidete in seinem Orden u. a. die Ämter des Definitors (1565) und des Provinzials (1565–1568 in Mechelen und 1568–1570 in Löwen).
Mermannus verfasste vor allem kontroverstheologische Abhandlungen, in denen er gegen von ihm als Häretiker angesehene Personen für die aus seiner Sicht gültige Wahrheit des katholischen Glaubens eintrat. Sein bekanntestes und am häufigsten zitiertes Werk Theatrvm Conversionis stellt den ersten bekannten Versuch eines katholischen Autors dar, die altkirchliche und mittelalterliche Missionsgeschichte zusammenfassend zu beschreiben.
Mermannus starb 1578 in Löwen an der Pest.
Auf einem Epitaph in Löwen stand folgende Inschrift: ANNO DOMINI MDLXXVIII. V SEPTEMBRIS CONTAGIOSA LUE EX ERGASTULO CARNIS EREPTUS EST VENERANDUS PROVINCIAE PATERET DEFINITOR, FRATER ARNOLDUS ALOSTANOS, QUI, CUM PROVINCIAM IN VARIIS ORDINIS OFFICllS PRAECLARE OBNASSET, ECCLESIAMQUE CHRISTI MULTIS EDITIS PIIS VOLUMINIBUS ILLUSTRASSET, DIEM HIC CLAUSIT EXTREMUM. CUJUS ANIMA REQUIESCAT IN PACE.

## Werke
- De quatuor plaustris haereticarum fabularum. Antwerpen 1563.
- Theatrum conuersionis gentium totius orbis …. Antwerpen 1563 und 1572 (archive.org).
- Catechismus poenitentium: instar dialog. 1564.
- Derogationibus ac peregrinationibus, et hymnis et solennibus suplicationibus. 1566.
- Libellus de sancta Cruce eiusque religiosa adoratione et cultu: a maioribus religiosissimis mortalibus illis hucusque observatou. 1566.